# Heimanu
Heimanu /hejmanu/ est un prénom d'origine polynésienne.

## Étymologie
Heimanu peut se traduire par Couronne d’oiseaux. Il trouve son origine dans l’expression poétique tahitienne Hei-manu-rere-ninito-i-te-ra’i qui signifie « Couronne d’oiseaux s’envolant en tournoyant dans le ciel » et il en reprend les deux premiers mots manu  qui signifie oiseau et hei qui signifie couronne,. Il peut être masculin comme féminin.

## Histoire
Heimanu Taiarui, est un footballeur tahitien spécialisé dans le beach soccer, discipline dans laquelle il est une référence mondiale, meilleur joueur mondial en 2015 et champion du monde des clubs avec le FC Barcelone,.